# Sant Martí de Puig-reig
Sant Martí de Puig-reig és una església d'estil romànic del segle xii situada a pocs metres de l'actual església parroquial, a la part alta del poble i prop del castell de Puig-reig. És un monument del municipi de Puig-reig (Berguedà) inclòs en l'Inventari del Patrimoni Arquitectònic de Catalunya.

## Descripció
Església d'una sola nau, coberta amb una elegant volta apuntada i rematada per un absis semicircular i cobert a quart d'esfera. La volta de l'absis arrenca d'una senzilla imposta a manera de cornisa. Separat de la nau per un arc triomfal té al bell mig una finestra de doble esqueixada, coberta amb arc de mig punt adovellat. L'aparell de l'església és ordenat, a grans carreus a contrapunt i de dimensions variades. El gruix dels murs laterals descarrega amb un seguit d'arcs formers i a l'exterior per uns massissos contraforts que sostenen també la volta. Tota l'església és totalment llisa, sense ornamentació. Al mur de ponent s'alça el campanar d'espadanya de dues obertures, una finestra de doble esqueixada i arcs geminats, i la portalada interior, de tres arcs en degradació i una arquivolta senzilla, així com quatre columnes i amb els seus capitells. Conserva restes de pintures murals romàniques.

### Portal
El Portal és una de les parts més interessants de l'església romànica de Sant Martí de Puig-reig. Situada al mur de ponent és una peça simple però força elegant. Consta d'un conjunt de tres arcs de mig punt adovellats i en degradació, coronats per una senzilla arquivolta escarada que descansa sobre una imposta simple, a manera de motllura. Sota la imposta hi ha dos grups de capitells, a banda i banda, que sostenen columnes de fust relativament curt. Els capitells presenten temes molt elementals i molt esmolats, tres dels quals han perdut gairebé tota la seva decoració. En línies generals tots els capitells tenen una decoració geomètrica: dos pisos superposats de losanges. Per damunt de les impostes surt un nervi que ressegueix el semicercle de l'arcada.

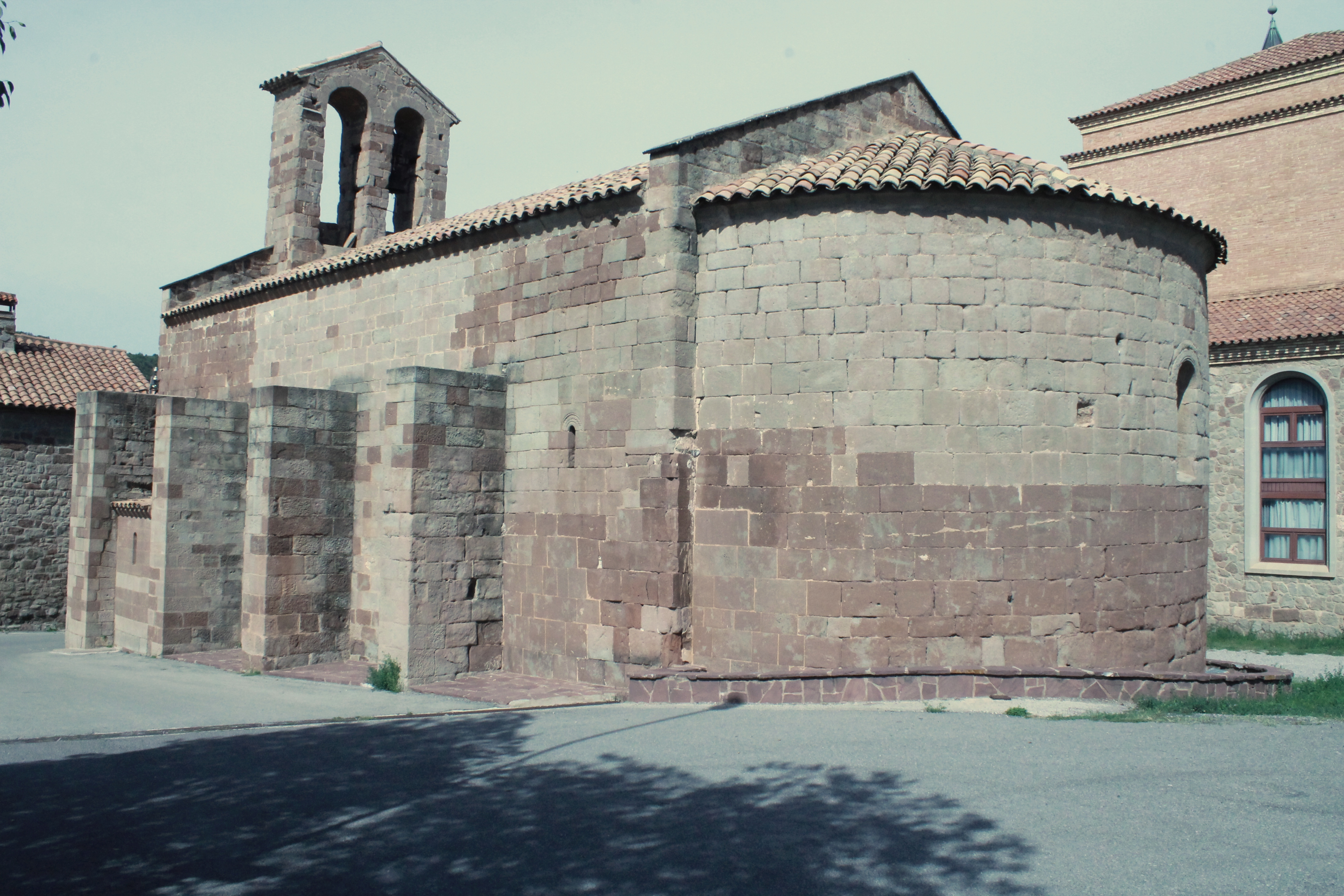
Vista posterior de l'església romànica de sant Martí de Puig-reig.
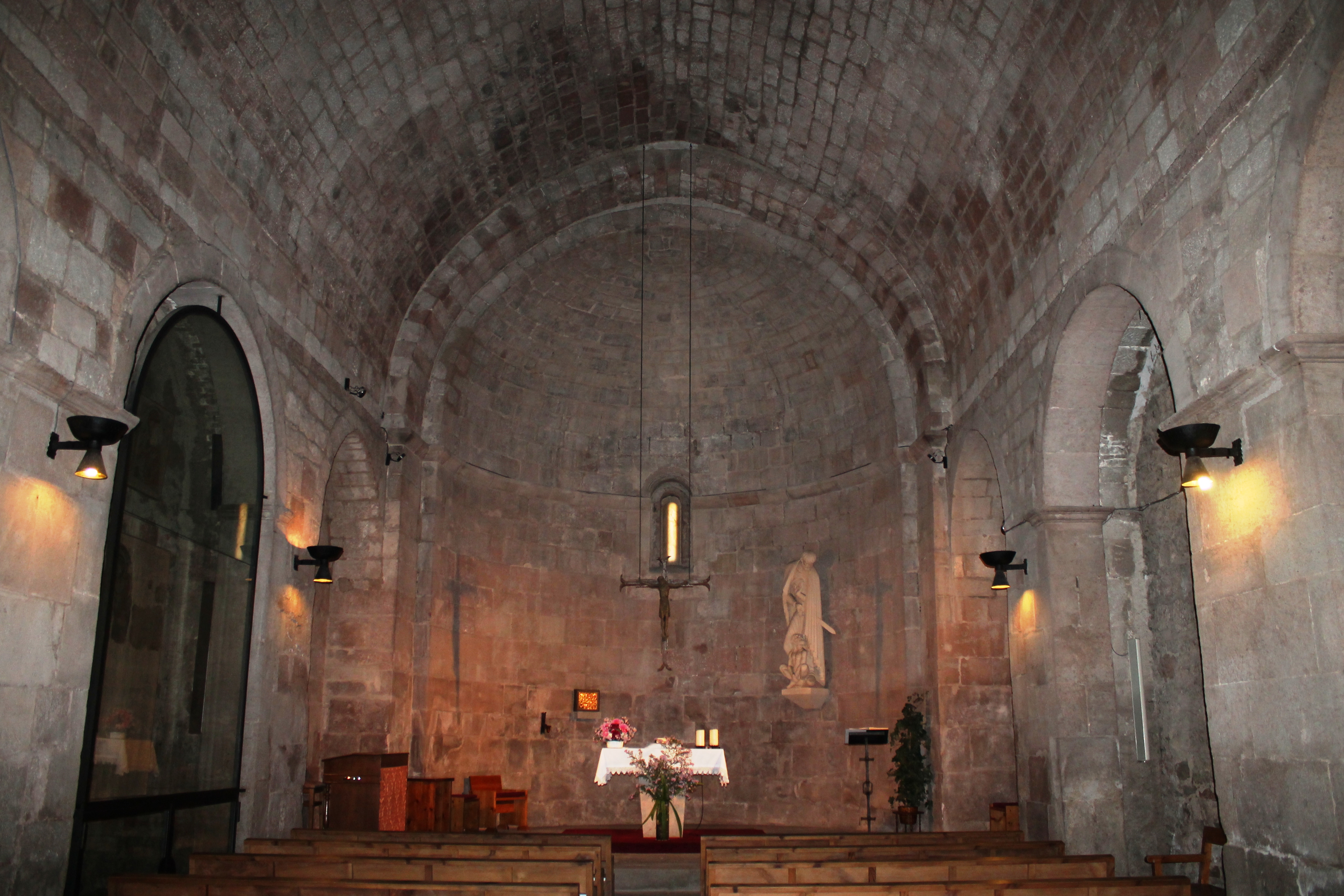
Interior de l'església romànica de Sant Martí de Puig-reig.
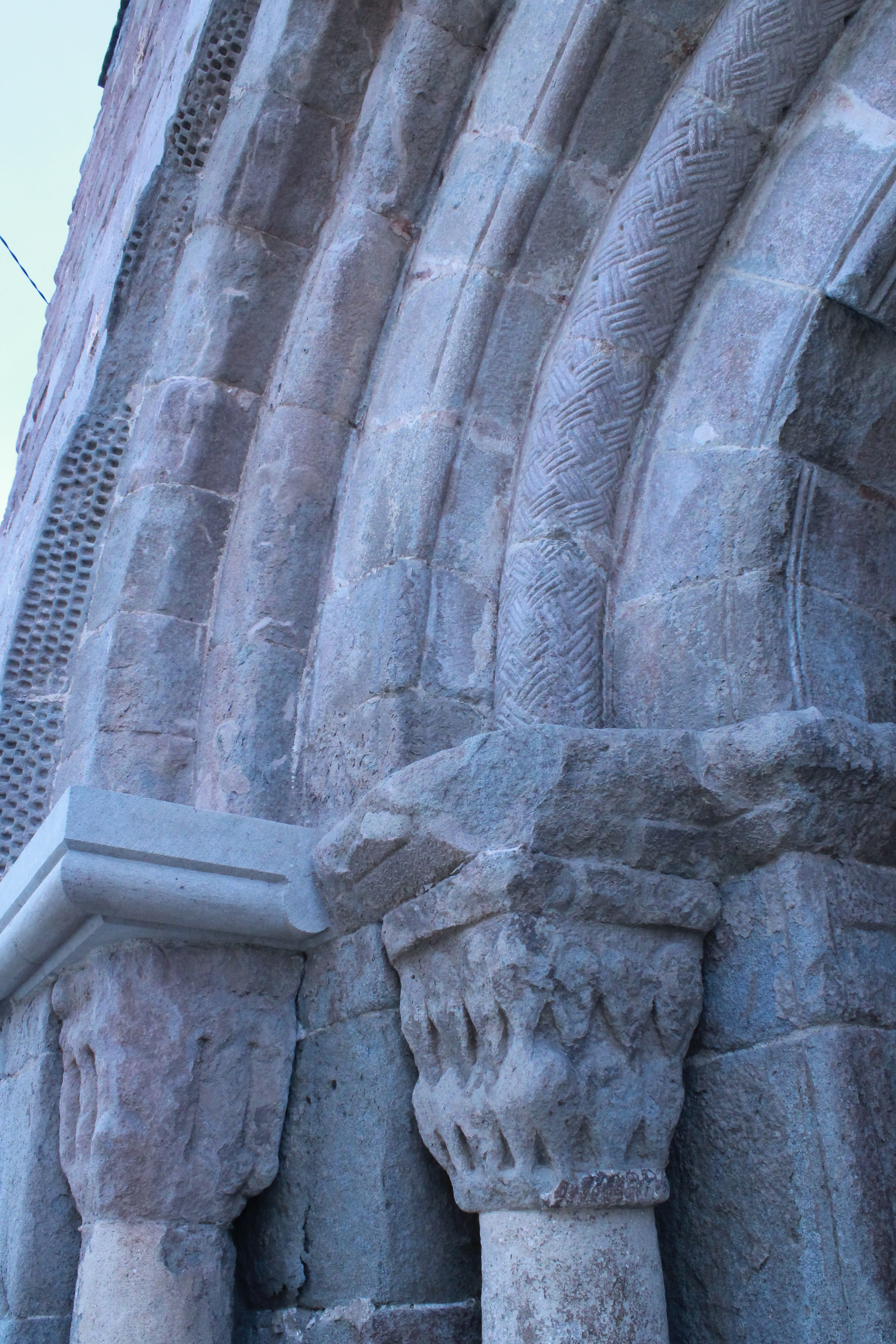
Detall dels capitells i arcades a la façana de l'església romànica de sant Martí de Puig-reig.
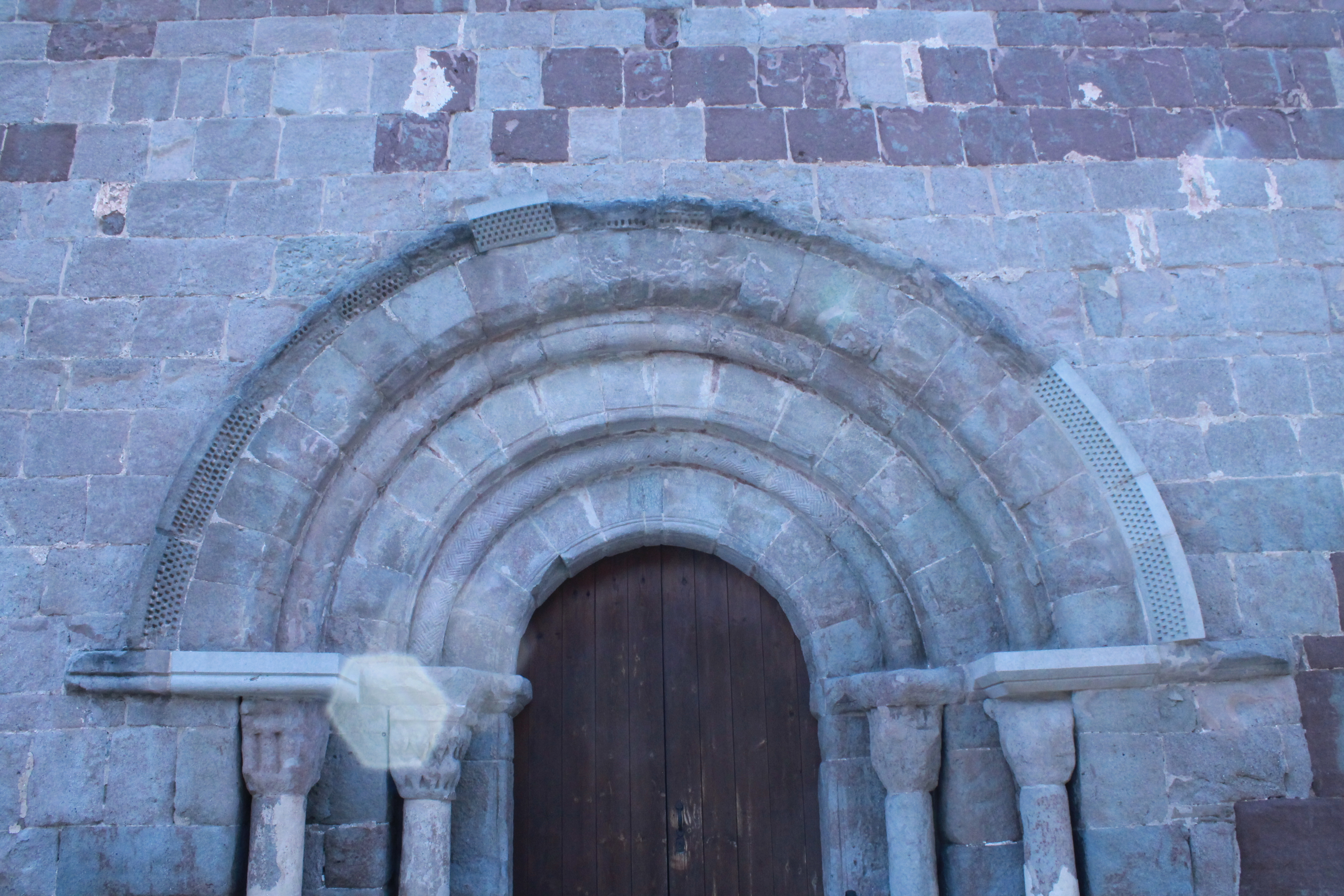
Arcs de l'entrada a la façana.

### Pintures murals
Les pintures romàniques es van descobrir el 1954 arran de la restauració. Estaven situades a l'arcosoli de la dreta del presbiteri i són de temàtica mariana. Es van fixar sobre tela i, un cop acabada la restauració, es van col·locar en un lloc diferent de la ubicació original, a l'arcosoli de l'esquerra, protegides per un vidre.
Es tracta de tres plafons, pintats a mitjan segle xiii. El més gran conté dues escenes, una de l'Anunciació i l'altra de la Visitació. El segon en importància és una amfisbena, una serp de dos caps, una a cada extrem, un símbol d'origen molt antic que a l'edat mitjana s'ha relacionat amb els càtars. El plafó més petit és una imatge de la Mare de Déu amb el nen Jesús. Aquest conjunt pictòric es va atribuir inicialment al mestre de Lluçà, però estudis posteriors han portat a creure que van ser executades per un taller de pintors neobizantins.

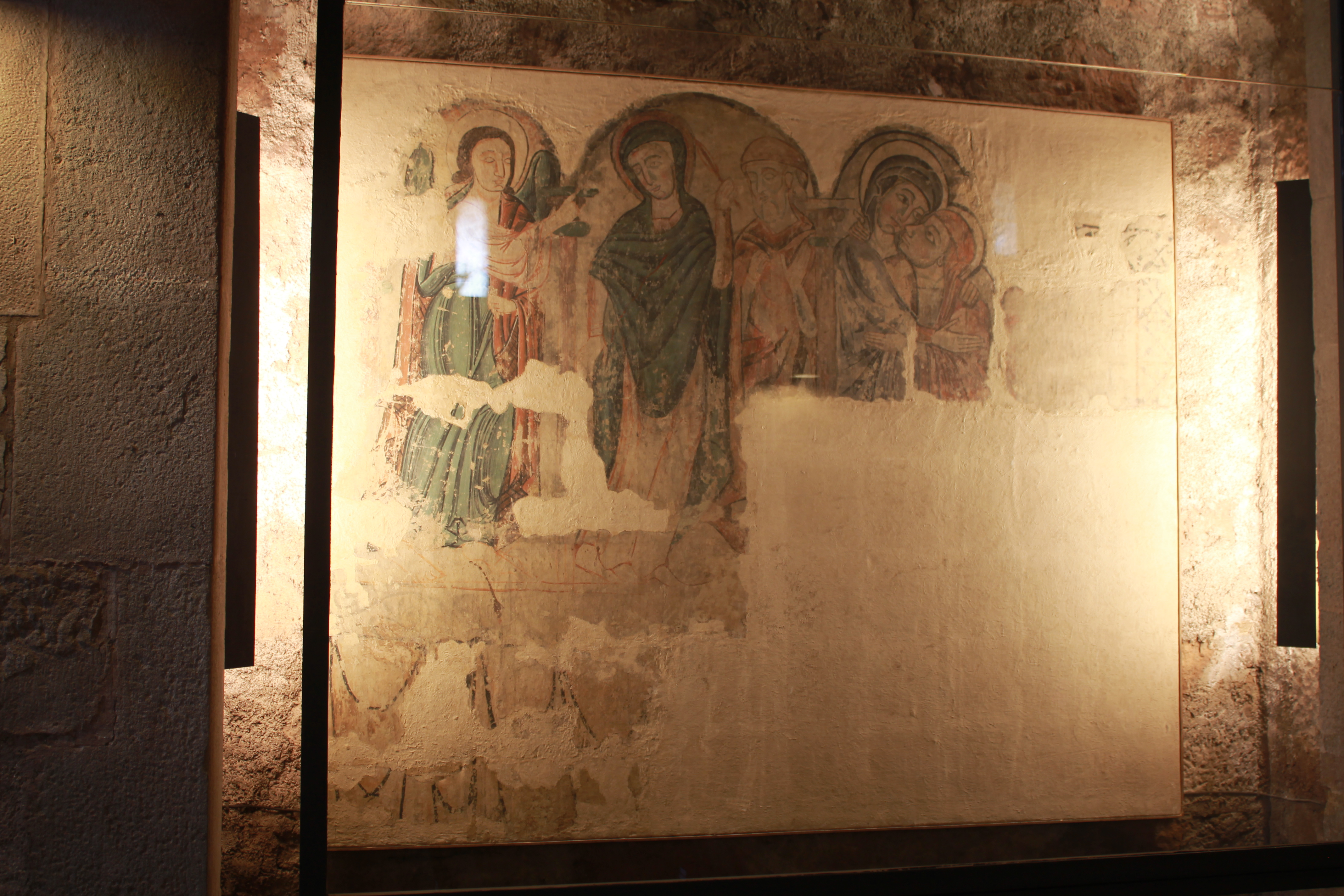
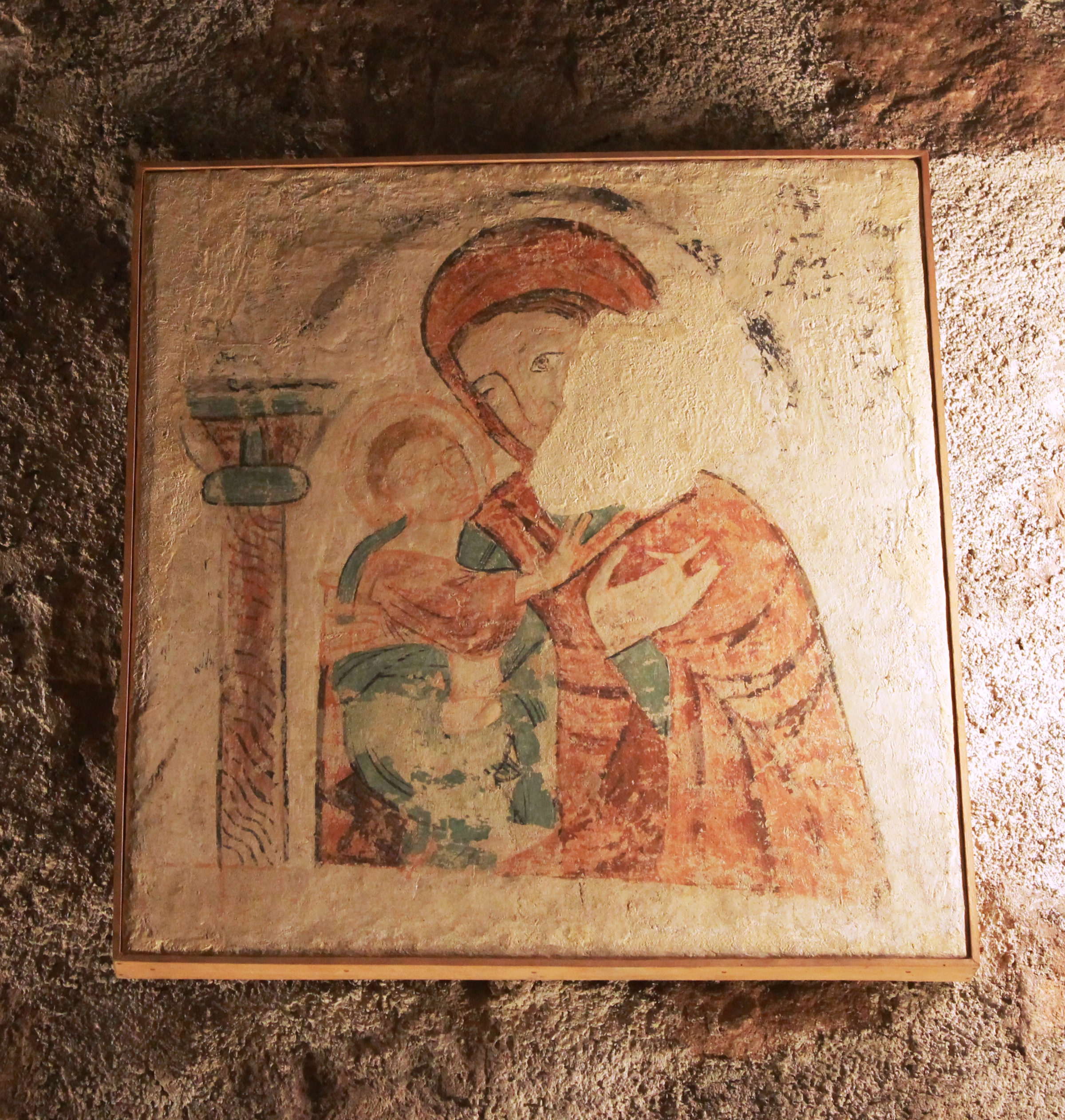
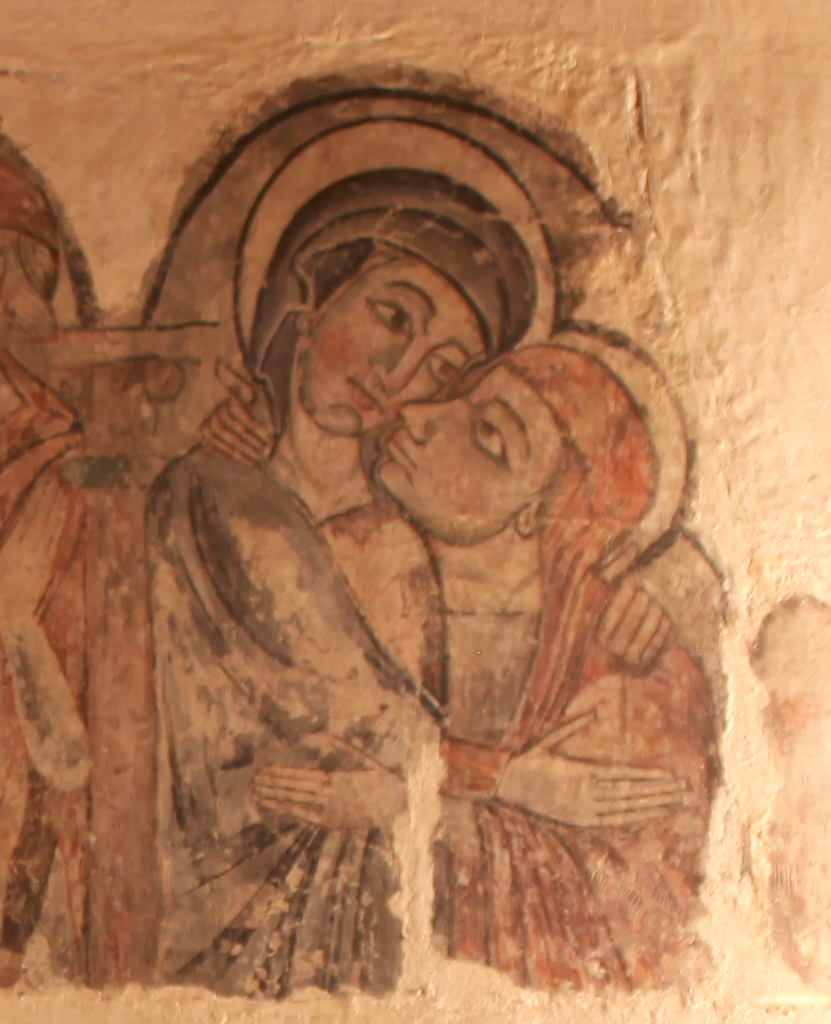
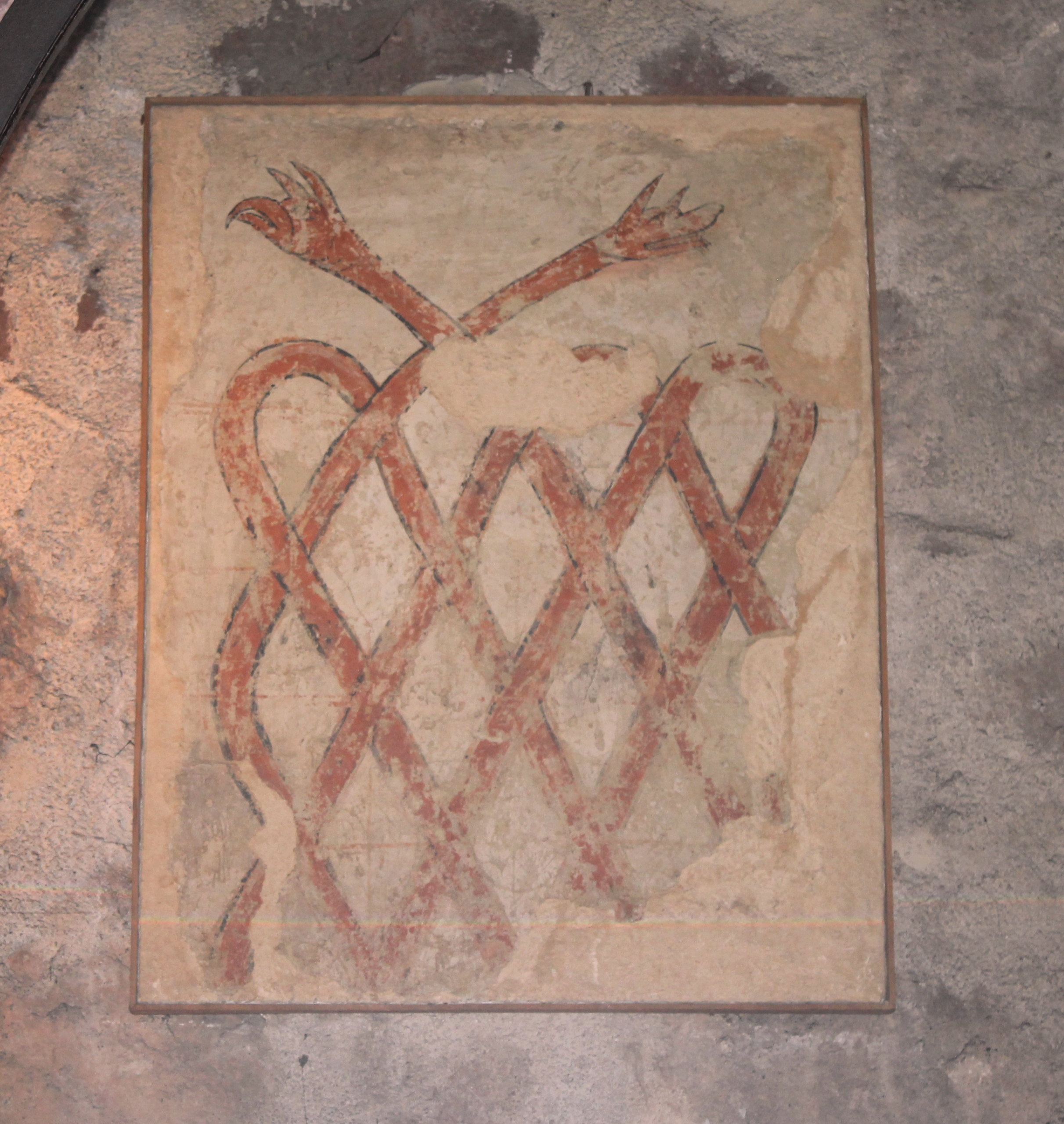

### Altres elements
Dos elements artístics importants procedents de Sant Martí de Puig-reig es conserven en diferents museus: una lipsanoteca que es troba al Museu Diocesà i Comarcal de Solsona i una tapa de sepulcre del segle xiii que havia estat encastada al mur de migjorn de l'església, que es troba al Museu Comarcal de Berga.

## Notícies històriques

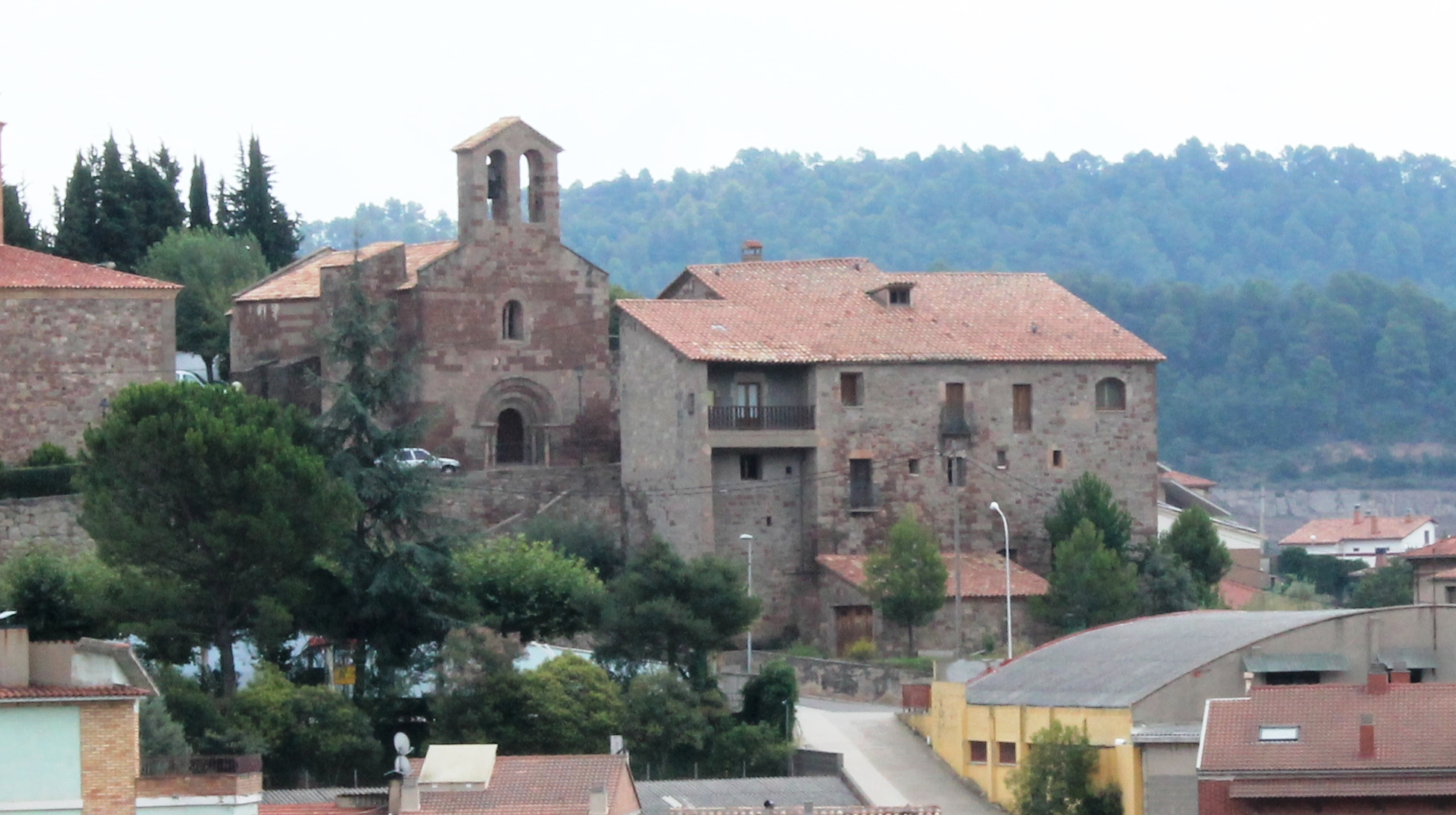
Edifici de la rectoria (s. XVII) i església romànica de Sant Martí (S. XII).

La primera església de Sant Martí fou edificada dins del recinte del castell termenat de Puig-reig, en un pla inferior. Fou consagrada al gener del 907 pel bisbe d'Urgell, Nantigis i a precs dels habitants del lloc. Fou construïda sota el patrocini de Guifré el Pilós, dins la seva obra de repoblació a la comarca del Berguedà i finalitzada pel seu fill, Miró el Jove. L'acta de consagració especifica que l'església pagaria el cànon anual de 6 modis de blat, 6 sous d'argent i un moltó. Un document del 974 fa referència a la comunitat "domus" de Sant Martí de Puig-reig, possiblement molt reduïda i pobre que no va tenir cap transcendència. L'església actual és del segle xii, erigida possiblement per la família vescomtal del Berguedà. L'any 1187, el trobador Guillem de Berguedà cedí l'església i tot el terme del castell als Templers. Quan aquest orde fou abolit, l'església passà als Hospitalers. Des del segle xv, un vicari perpetu de l'orde tenia cura de l'església. De la primera església del segle x no es conserva res llevat d'un seguit de tombes antropomorfes excavades a la roca del mur de migjorn, que resten tapades i perdudes per l'enquitranament del camí que porta al cementiri municipal del poble. Aquest conjunt de tombes, força nombrós conservava un esquelet i seguia la tipologia usual de les tombes del segle x, conegudes amb el nom genèric d'Olerdolanes. L'església fou restaurada l'any 1954 pel Servei de Catalogació i Conservació de Monuments de la Diputació de Barcelona, sota la direcció de Camil Pallàs.

## Rectoria

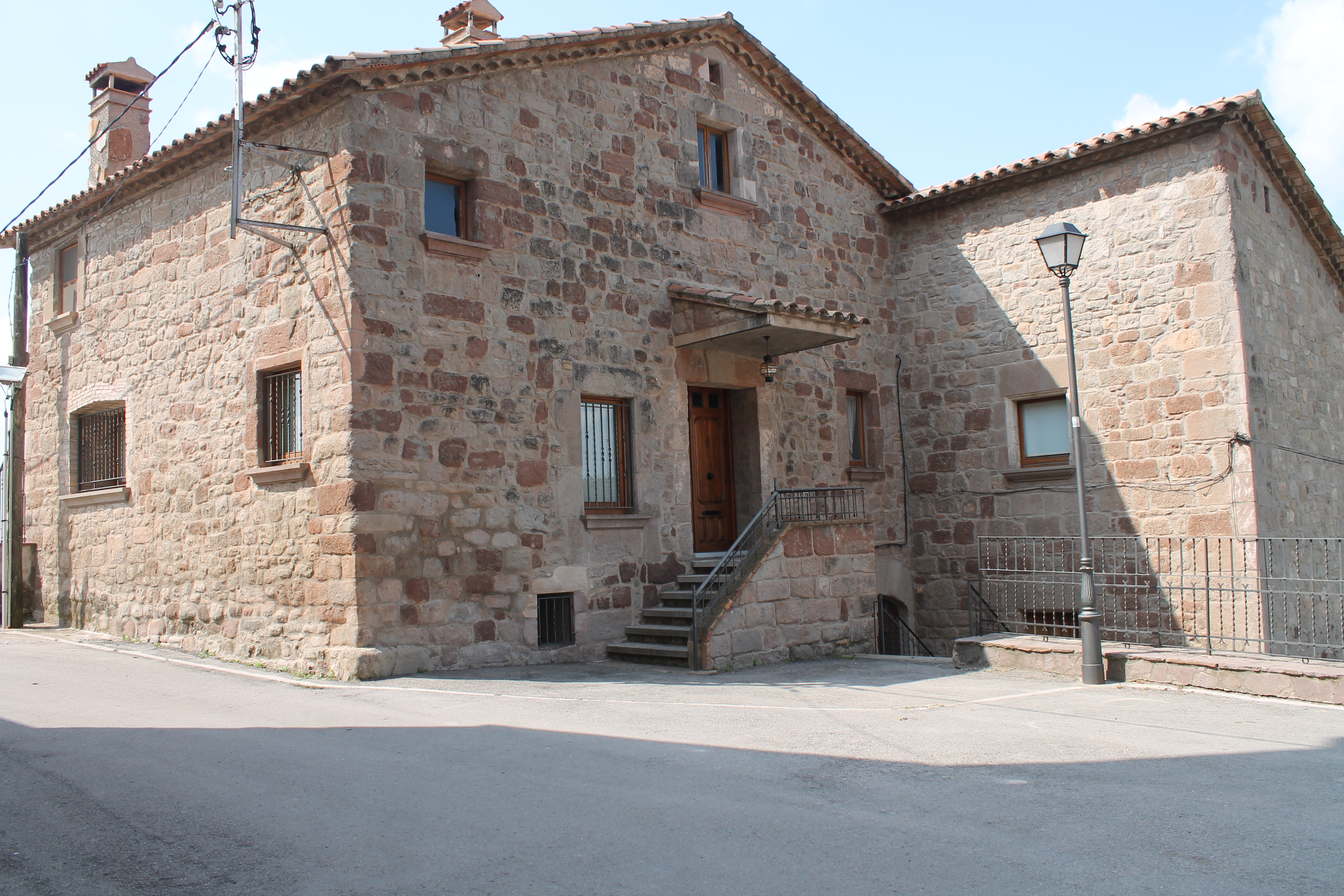
La rectoria, edifici del.

La rectoria està situada al costat mateix de l'església romànica de Sant Martí i de l'antic cementiri, fou la casa dels priors de l'Orde de l'Hospital que eren senyors jurisdiccionals del terme Castell de Puig-reig des dels primers anys del segle xiv.
És un gran casal del segle xvii que reprodueix l'esquema d'una gran masia, coberta a dues vessants, i amb el carener perpendicular a la façana, oberta a tramuntana. Els murs són fets amb carreus força regulars i sense polir, col·locats a filades i a trencajunts. Les obertures, finestres amb llindes de pedra, s'obren en tots els murs de l'edifici.
Al segle xviii fou ampliada amb l'annexió d'un cos rectangular adossat al mur de ponent i cobert amb la teulada, que va ampliar-se mantenint la coberta a dues vessants. Al segle xx fou reformat tot l'espai interior i els soterranis, on es varen fer els pisos per al rector i els vicaris. En aquesta època també es varen obrir noves finestres i balcons, sobretot al mur de ponent.